# Kramgoa låtar 18
Kramgoa låtar 18 utkom 1990 och är ett studioalbum av det svenska dansbandet Vikingarna.

## Låtlista
1. Till mitt eget Blue Hawaii
2. Vägen hem
3. Rumba i Balders Hage
4. Min arm omkring din hals
5. Ett litet rosa band
6. Allt beror på dej
7. Love Me Tender
8. Gammal kärlek rostar aldrig
9. Förlora aldrig tron på kärleken
10. Minns du den sommar (Greenfields)
11. Sommardansen går
12. Du försvann som en vind
13. Wonderful Land (instrumental)
14. Grindpojken
15. Jag räknar dagarna
16. All Shook Up

## Listplaceringar
| Lista (1990) | Topplacering |
| ------------ | ------------ |
| Sverige      | 15           |